# 53053 Sabinomaffeo
53053 Sabinomaffeo è un asteroide della fascia principale. Scoperto nel 1998, presenta un'orbita caratterizzata da un semiasse maggiore pari a 2,370315 UA e da un'eccentricità di 0,057004, inclinata di 1,503308° rispetto all'eclittica.